# Pain de Sucre (Madagaskar)
Pain de Sucre (Malagassisch: Nosy Losja) is een klein eilandje van Madagaskar in de baai van Antsiranana, specifieker in de Andovobazaha-baai dicht bij de stad Antsiranana in de regio Diana. De naam betekent suikerbrood in het Frans.

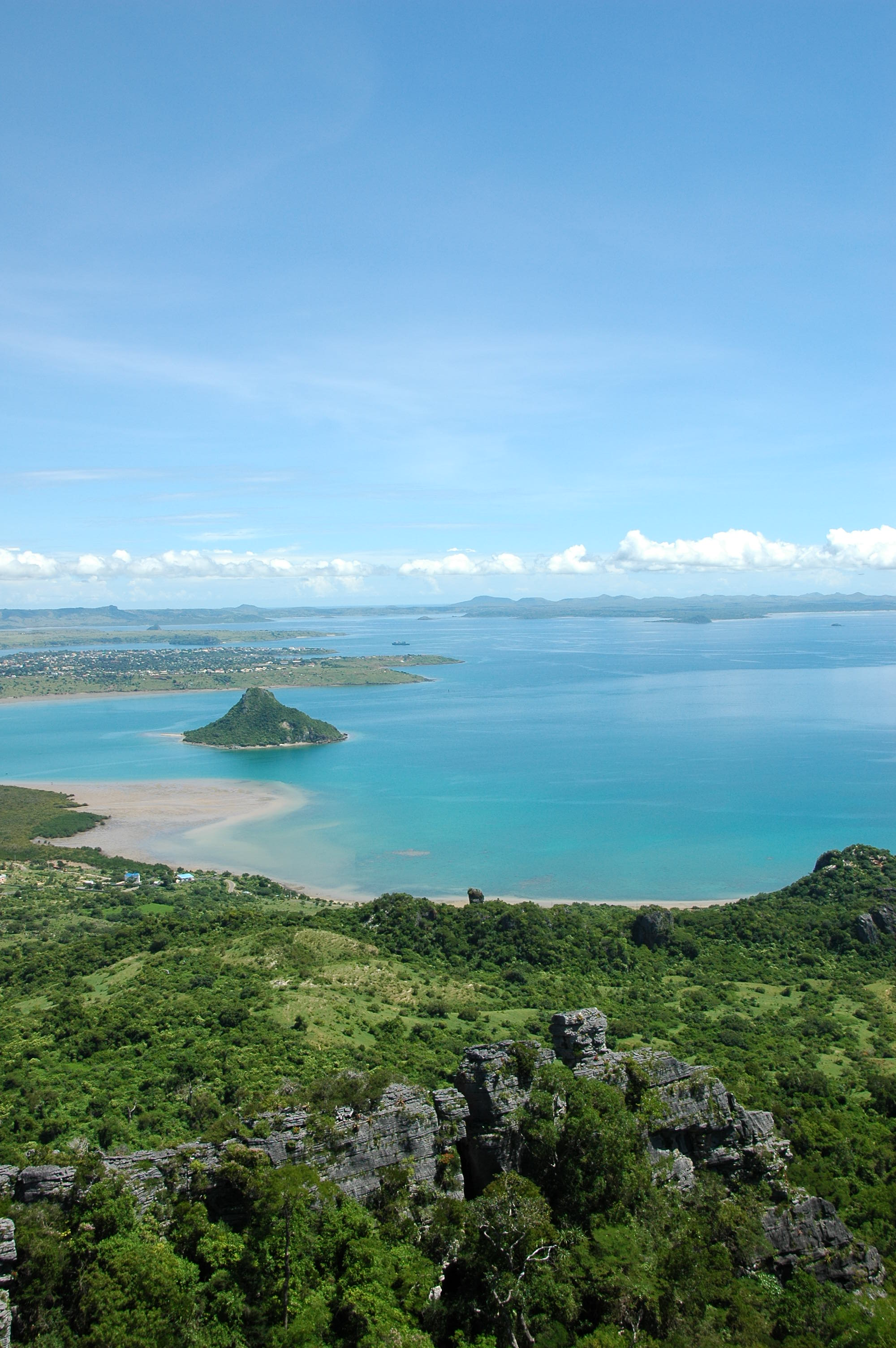
Gezicht op Pain de Sucre vanaf Cap Diego.

Voor de plaatselijke bevolking is het een heilige plek en er worden nog regelmatig tradities (fijoroana) gedaan op het eiland.